# بدنية
بِدُنيَة أو بِدُنيا أو (نقحرة: بيدونيا) (بالإيطالية: Bedonia)‏ هي بلدية في مقاطعة بارما في إقليم إميليا رومانيا الإيطالي.

## السكان
في سنة 1861 بلغ عدد السكان 9٬425 نسمة، وتطور العدد ليصل في سنة 2011 لـ 3٬617 نسمة.
يظهر هذا المخطط البياني تطور النمو السكاني لـ بِدُنية